# Tasa de formación estelar
La tasa de formación estelar (TFE) o Star Formation Rate (SFR sus siglas en inglés) es utilizada en astronomía y astrofísica para denotar la masa total de estrellas formadas por unidad de tiempo. Se expresa, en general, en masa solar por año (M☉/yr), aunque también puede encontrarse expresado en masa solar por giga-año (M☉/Gyr). Se trata de uno de los parámetros fundamentales para estudiar la formación de estrellas en las galaxias. No todas las galaxias forman estrellas al mismo ritmo, la tasa de formación estelar depende principalmente de la masa estelar de la galaxia.

## Término
Nos referimos a la tasa de formación estelar con sus siglas en inglés (SFR) debido a que es el idioma de comunicación oficial en astrofísica. Es por esta razón por la cual también expresamos sus unidades con los acrónimos en inglés (year = yr).

## Historia
El estudio del Universo más allá de la Vía Láctea comenzó con Edwin Hubble en 1924 gracias a su descubrimiento de que las estrellas conocidas como nebulosa de Andrómeda estaban fuera de nuestra galaxia, dándose cuenta de que realmente no se trataba de una nebulosa sino de una galaxia diferente. En 1929, demostró que la luz de las galaxias estaba desplazada al rojo, es decir, que el universo estaba en expansión. El desplazamiento al rojo (redshift en inglés, denotado con z) está directamente relacionado con el factor de expansión del Universo, a partir de la relación:
{\displaystyle \lambda _{0}=\lambda _{e}(1+z)}
Donde λe es la longitud de onda emitida y  λ0 la longitud de onda observada del fotón. Hubble dedujo la relación entre el corrimiento al rojo y la velocidad de la fuente con respecto al observador: z=v/c. Es decir, la ley de Hubble dice que el corrimiento al rojo de una luz que proviene de un objeto, por ejemplo, de una galaxia, es proporcional a la distancia (d) del mismo con respecto al observador:
{\displaystyle z={\frac {H_{0}d}{c}}}
donde H0 es la constante de Hubble y c la velocidad de la luz en el vacío. 
Las galaxias actúan, por tanto, como “linternas”, dándonos información sobre la historia del Universo. Es por esta razón que en astrofísica, desde el estudio de galaxias con alta formación estelar en distintas épocas hasta el estudio de galaxias que ya no estén formando estrellas, es un tema de investigación clave, ya que para entender la historia evolutiva del universo, es necesario entender primero cómo se han creado las estrellas.

## Relación con la masa
La tasa de formación estelar es la cantidad de masa estelar formada por unidad de tiempo. Dependiendo del paso temporal utilizado para medirla, podremos hablar de media de tasa de formación estelar si la medida se toma a tiempos más largos, o tasa de formación instantánea si se mide a tiempos más cortos.
La tasa de formación estelar instantánea traza episodios de formación estelar recientes o que se están produciendo en este momento. 
Según la masa que tengan las estrellas, estas tendrán una vida más larga o más corta. Generalmente, las estrellas más masivas viven menos, por ejemplo, las estrellas de tipo espectral «O», que tienen una masa de más de 30 masas solares, viven entre 3 y 11 millones de años. En cambio, las estrellas de tipo espectral «M», que tienen menos de 0.45 masas solares, viven entre 200 mil millones de años hasta 1 billón de años.
Por esta razón, y dependiendo del paso temporal utilizado para medir la tasa de formación estelar, mediremos la TFE para unas estrellas u otras. 

### Medida de la TFE
La tasa de formación estelar se puede medir por tanto de distintas maneras dependiendo de las estrellas de interés. Por ejemplo, a longitud de onda visible, las estrellas de secuencia principal de tipo intermedio (desde tipo A hasta tipo F) y las gigantes (desde tipo G hasta tipo K) son las contribuidoras dominantes, lo que hace posible utilizar los colores observados para estimar la fracción de estrellas jóvenes y de esta manera hallar la SFR media de los últimos 0.1 - 1 gigaaños años. La integración de colores proporciona una estimación de la tasa de formación estelar por unidad de luminosidad razonable. A pesar de que es una manera de derivar la SFR imprecisa, este método ofrece una manera de comparar las propiedades de la SFR media de grandes muestras de galaxias cuando no es necesaria una precisión absoluta.
Para medir la TFE en los 100 megaaños (100Myr) más recientes, utilizamos la integración de distribuciones espectrales de energía pancromáticas en el infrarrojo lejano. Para medir la TFE más actual, desde hace menos de 5 Megaaños (5Myr), empleamos la luminosidad de la línea de emisión Hα despejada de la excitación de un núcleo activo de galaxia (AGN).

## Tasa de formación específica
La tasa de formación estelar específica se define como la tasa de formación estelar por unidad de masa estelar. Esta cantidad permite explorar la relación entre la masa estelar y la tasa de formación estelar directamente.

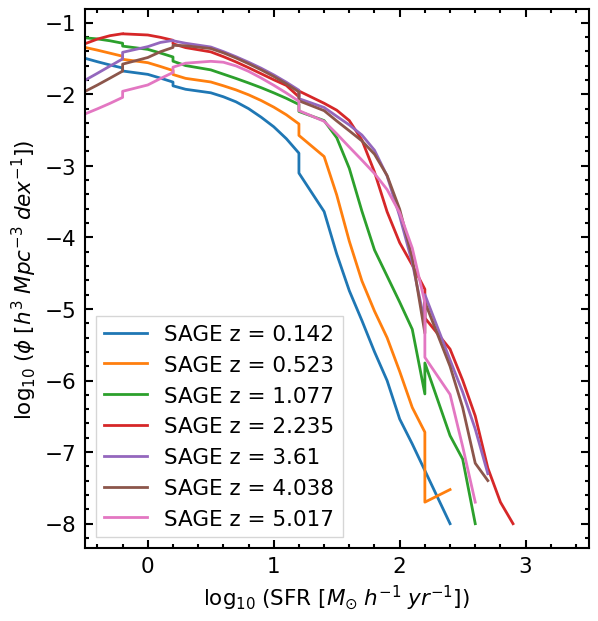
Función de tasa de formación estelar de las galaxias del modelo semi-analítico SAGE a distintos tiempos cósmicos.

## Función de la tasa de formación estelar
La función de la tasa de formación estelar permite ver la cantidad de galaxias que están formando estrellas a un determinado ritmo. En la figura se muestra la función de la tasa de formación estelar de las galaxias del modelo semi-analítico SAGE a distintos redshifts, desde prácticamente el presente (z=0.142) hasta el primer Gigaaño del Universo (z= 5.017) . 
Se puede ver en la figura que cuanta más edad tiene el Universo, más difícil es encontrar galaxias con alta tasa de formación estelar. La línea azul, correspondiente a la edad actual del Universo, se encuentra por debajo del resto de líneas.  